# Quercus buckleyi
Quercus buckleyi är en bokväxtart som beskrevs av Kevin Clark Nixon och Laurence J. Dorr. Quercus buckleyi ingår i släktet ekar, och familjen bokväxter. IUCN kategoriserar arten globalt som sårbar. Inga underarter finns listade.